# Scaphytopius lineafrons
Scaphytopius lineafrons är en insektsart som beskrevs av Delong 1943. Scaphytopius lineafrons ingår i släktet Scaphytopius och familjen dvärgstritar. Inga underarter finns listade i Catalogue of Life.